# Mantura mathewsi
Mantura mathewsi is een keversoort uit de familie bladkevers (Chrysomelidae). De wetenschappelijke naam van de soort werd in 1832 gepubliceerd door James Francis Stephens.
De soort is bekend als bladmineerder, die geel zonneroosje (Helianthemum nummularium) als waardplant gebruikt. De larven zijn te vinden van juni tot juli. De soort vliegt in een generatie per jaar en overwintert als imago.